# Lou Hudson
Louis Clyde Hudson (ur. 11 lipca 1944 w Greensboro, zm. 11 kwietnia 2014 w Atlancie) – amerykański koszykarz, występujący na pozycjach rzucającego obrońcy lub niskiego skrzydłowego, uczestnik NBA All-Star Games, wybrany do drugiego składu najlepszych zawodników ligi.
Jest jednym z trzech pierwszych afroamerykańskich koszykarzy w historii uczelni Minnesota (1962).
W debiutanckim sezonie 1966/1967 zajął drugie miejsce w głosowaniu na debiutanta roku NBA.

## Osiągnięcia
NCAA
- Wybrany do AP Honorable Mention All-American (1965)[5]
- Uczelnia zastrzegła należący do niego numer 14

NBA
- Uczestnik meczu gwiazd:
  - NBA (1969–1974)[1]
  - NBA vs ABA (1971)[6]
  - Legend NBA (1984, 1993)[7]
- Zaliczony do:
  - I składu debiutantów NBA (1967)[8]
  - II składu NBA (1970)[2]
  - Galerii Sław stanu Georgia – Georgia Sports Hall of Fame (2002)[3]
- Lider play-off w średniej zdobytych punktów (1973)[9]
- Klub Atlanta Hawks zastrzegł należący do niego w numer 23[10]

Reprezentacja
- Mistrz uniwersjady (1965)[11]